# Екомузеј Батана
Екомузеј Батана је музеолошка установа локалне заједнице Ровиња посвећена батани, маленој традиционалној барки ровињских рибара. То је био први пројект, за Истру и Хрватску први екомузеј, који је постао део програма за очување европске поморске баштине. Музеј спроводи различите активности на заштити и очувању вештина израде традицијског дрвеног пловила званог батана, традиционалних песама битинада, локалнога говора, израде различитих традиционалних употребних предмета и других традиционалних вредности Ровиња. Такав свеобухватни приступ пројекту резултовао је континуираним очувањем културне баштине Ровиња и њеним укључењем у свакодневни живот становника града и квалитетну промоцију ровињске баштине у Хрватској и иностранству.

## Положај
Екомузеј "Батана" смештен је поред ровињског великог мола, на адреси Обала Пина Будицина 2. 

## Заштита
Пројект Екомузеј „Батана“ који је уписан у УНЕСКО-ов Регистар најбољих пракси очувања нематеријалне културне баштине света представља јединствени приступ очувању укупне материјалне и нематеријалне баштине Ровиња на основу иницијативе локалних становника и пројеката развоја које су током низа година развијали бројни стручњаци у сарадњи са локалном заједницом Ровиња (градским и жупанијским властима) и Министарством културе.

## Историја
Екомузеј батана први је екомузеј не само у Истри, већ и у Хрватској који је у потпуности настао у својој локалној заједници. Као посебан начин управљања баштином у рукама локалне заједнице, овај је екомузеј посвећен истоименом рибарском бродићу и локалној заједници која је у њој препознала свој баштински симбол. Батана је најраспрострањеније традиционално пловило у Ровињу и она осликава континуитет локалне материјалне и нематеријалне поморске и рибарске баштине, али и континуитет свакодневног живота локалног становништва.

## Мисија
Мисија музеја је да негујући и чувајући аутохтону маритимну баштину Ровиња, својим програмима учествује у развоју аутентичне културне понуде за све туристе и друге посетиоце града Ровиња. Екомузеј батана је активан целе године, али јелети у време туристичке сезоне програм интензивнији, и обухватају: организују стручних скупова иучешће у међународних пројектима у циљу серадње око рада на заштите и очувања баштине.
Један од задатака музеја је и да об јављује дидактичке материјале, одржавава радионице у школама и информише младе о томе шта је нематеријална баштина и зашто је важна њена заштита.

## Организационе јединице

### Кућа о батани
Кућа о батани (Casa della batana) је интерпретациони и документациони центар екомузеја. Отворена је за посетиоце 2004. године у типичној ровињској вишеспратници из 17. века, на обали полуострвског градског језгра. 
Овај средишњи интерпретациони и документациони центар, са сталном изложбом  обухвата три мултимедијална и интерактивна галеријска простора. У изложбу су укључени ровињски дијалект муòстра и аутохтони ровињски језик, а посебан је експонат сажета сликовна пројекција двомесечнога процеса изградње батане Оûн рìгно (Једно краљевство), фотографа Дамира Фабијанића, која је 2004. изграђена у коноби Францеска Будицина, једнога од последњих градитеља батана. У том смислу батана је од барке која је у прошлости хранила Ровињ, интерпретацијом и правилним стручним вођењем постала метафора препорода маритимне баштине града у којем су се сусретале и спајале судбине италијанског и хрватског етноса.

### Спацио (Матика)
Спацио или Матика је ровињски назив за конобу која је свечано отворена за јавност 2006. године. Смештена је у традиционалном винском подруму или коноби, каменој ровињској кући, у којој се чувало, продавало и дегустирало вино. У њој Екомузеј представља локална јела, песме и обичаје, богате нематеријалне баштине Ровиња.

### Мали шквер
Мали шквер или мали трг испред Куће о батани је простор града Ровиња на коме се одржавају разне манифестације и програми Екомузеја на отвореноме, од 2005. године. 
На овом месту негује се, чува и преноси нематеријална баштина градње батане, која је уписана на Листу нематеријалне баштине Републике Хрватке. На њему се спроводи програм градње и поправка батане. Овде је до данас изграђено пет батана:
- Oûn rìgno (2004),
- Fiamita (2005),
- Calsanta (2006),
- Arupina (2007)
- Liliana (2008),

Док је   2004., 2009. i 2010.  године поправљено осам батана  (Risorta, Adria, Camaiore, Leonberg, Antonietta, Santa Croce, Regina i Flora).
Уз градњу брода, Екомузеј организује и етнопризоре, у којима посетиоци могу посматрати и испробати вештине крпљења рибарских мрежа, оплетања боца и израду врша.

### Ровињска регата
Ровињска регата је годишња манифестација екомузеја која је први је први пут одржана 2005. године. У њој учествују традиционалне барке и бродице са оглавним и латинским једром, која има за циљ да чува знања и вештине традиционалног начина једрења са оглавним и латинским једром. Оглавна једра, до 1960-их специфична за северни део источне обале Јадрана, истиснуо је из упорабе мали ванбродски мотор Томос звани пента. Одржавањем Ровињске регате Екомузеј тежи очувању знања и умећа једрења оглавним једром и технику његове израде и осликавања.

### Музеј на отвореном и старо језгро Бетине
Музеј на отвореном или Батанини путеви је део Екомузеја на отвореноме са сталном поставком грађевина и десетак очуваних ровињских батана. То је тематски пут ровињском ривом од Малога мола (Мул пеицио), средишта локалнога маритимног живота изграђенога у средњем веку, који се раздваја у два смера, према Кући о батани и Малом шкверу или према једином активном ровињском бродоградилишту за поправку ровињских бродица.
Осим ривом, Батанин пут се може прећи морем, од Малога мола па око полустрва старог градске језгра до Спација Матика, у пратњи баркариола (возача бродице).

## Награде и признања
Велика част и мотивација у развоју тако малог баштинског пројекта уследила је 2007. године уласком у ужи избор за награду Европског музеја године. 
Током 2007. године Хрватска туристичка заједница прогласила је Екомузеј батана најбољим туристичким производом на хрватској обали. У 2013. години иста организација додијелила је Екомузеју батане награду “Доживимо Хрватску / Еxпериенце Цроатиа – бренд квалитете у културном туризму” за програм “Окуси и звукови батане”.
Највеће признање за дугогодишњи рад долази 2016. када је Екомузеј батана уписан на УНЕСКО-ову листу најбољих пракси очувања нематеријалне културне баштине света.